# Cyclopteridae

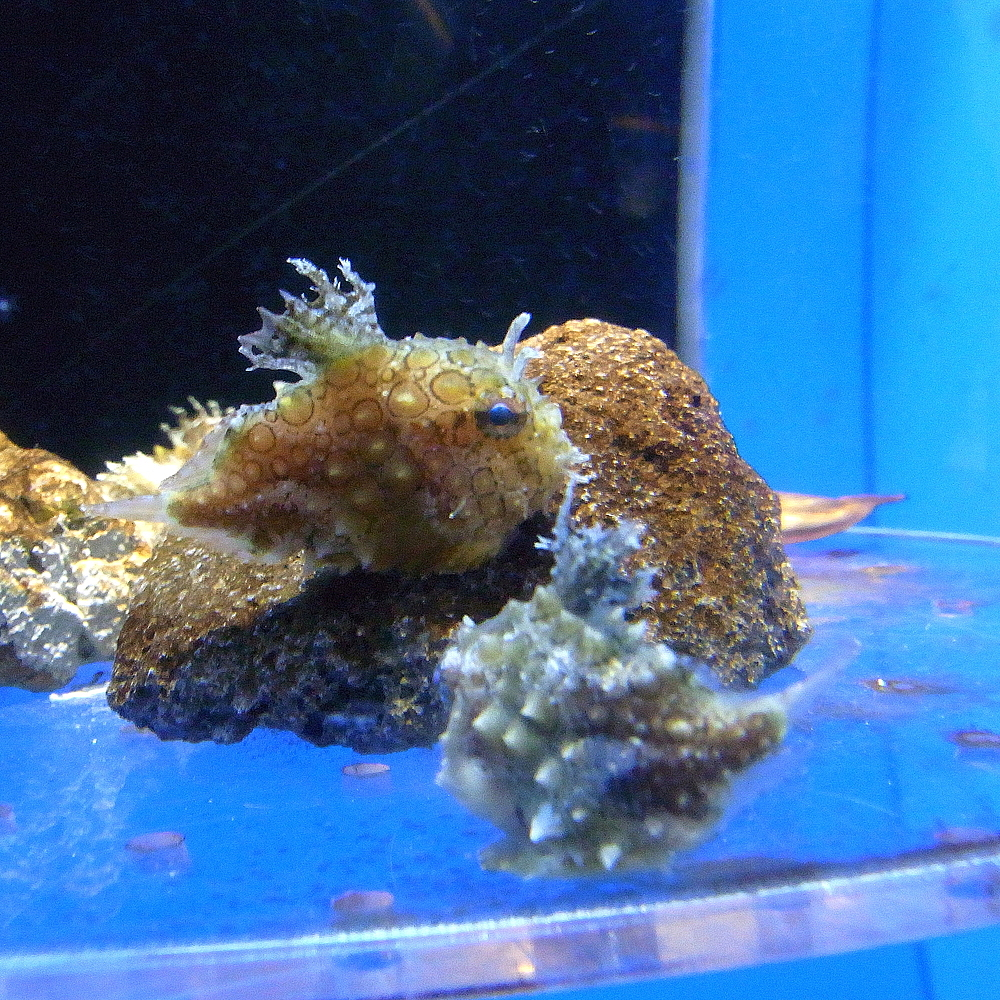
Eumicrotremus taranetzi

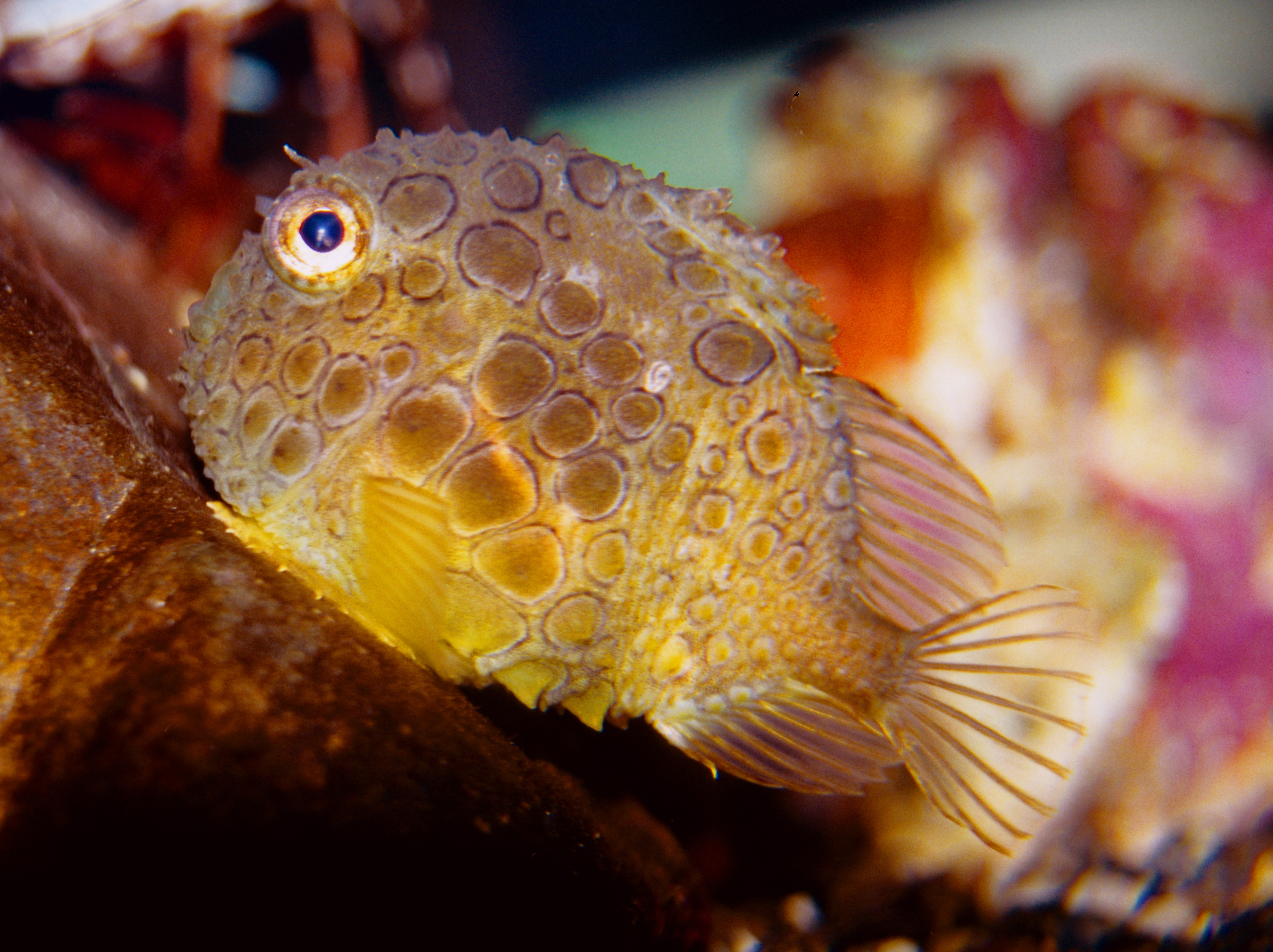
Eumicrotremus orbis

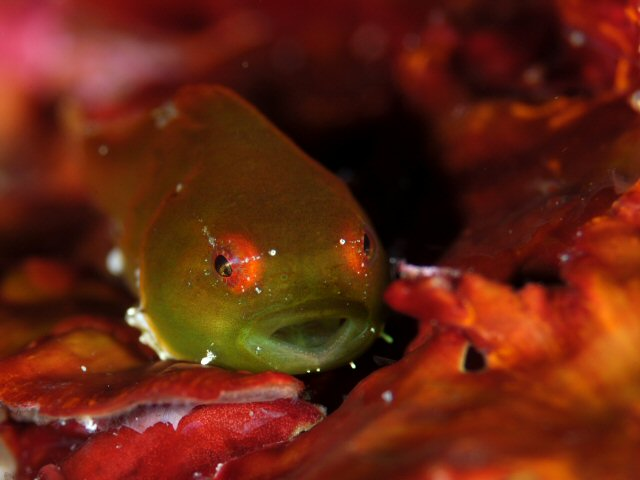
Lethotremus awae

I Cyclopteridae sono una famiglia di pesci ossei marini appartenenti all'ordine Scorpaeniformes.

## Distribuzione e habitat
Sono tipici di acque fredde. Si trovano alle latitudini settentrionali dell'emisfero nord, sia nell'Oceano Atlantico che, soprattutto, nell'Oceano Pacifico. Sono completamente assenti nel mar Mediterraneo, lungo le coste atlantiche europee è comune Cyclopterus lumpus.
La maggior parte delle specie è bentonica in acque costiere o profonde qualche centinaio di metri. Poche specie si sono adattate alla vita pelagica di profondità.

## Descrizione
Sono pesci dall'aspetto molto caratteristico. Hanno corpo alto e spesso globoso. Le scaglie sono assenti e sostituite da tubercoli ossei sparsi, le cui caratteristiche sono importanti per la classificazione delle specie. Le pinne ventrali sono fuse a formare un disco adesivo. Le pinne pettorali sono ampie. Le pinne dorsali sono due, brevi, di cui la prima è spinosa e ridotta in alcune specie. La pinna caudale è arrotondata. La linea laterale è limitata alla testa.
Cyclopterus lumpus misura fino a 60 cm, molte specie non sono più lunghe di pochi centimetri.

## Biologia
La ventosa ventrale in alcune specie è capace di una presa molto forte sul substrato. Possono gonfiare il corpo inghiottendo acqua o aria come i pesci palla se spaventati.

### Alimentazione
Si cibano di invertebrati bentonici come vermi marini, molluschi e crostacei. Le specie pelagiche si nutrono di zooplancton di grandi dimensioni come le meduse e gli ctenofori.

### Riproduzione
La riproduzione avviene in acque basse, talvolta dopo migrazioni anche molto lunghe. Il maschio fa la guardia alle uova fino alla schiusa.

## Specie
La famiglia comprende le seguenti specie:
- Genere Aptocyclus
  - Aptocyclus ventricosus
- Genere Cyclopsis
  - Cyclopsis tentacularis
- Genere Cyclopteropsis
  - Cyclopteropsis bergi
  - Cyclopteropsis brashnikowi
  - Cyclopteropsis inarmatus
  - Cyclopteropsis jordani
  - Cyclopteropsis lindbergi
  - Cyclopteropsis mcalpini
  - Cyclopteropsis popovi
- Genere Cyclopterus
  - Cyclopterus lumpus
- Genere Eumicrotremus
  - Eumicrotremus andriashevi
  - Eumicrotremus asperrimus
  - Eumicrotremus barbatus
  - Eumicrotremus derjugini
  - Eumicrotremus eggvinii
  - Eumicrotremus fedorovi
  - Eumicrotremus gyrinops
  - Eumicrotremus orbis
  - Eumicrotremus pacificus
  - Eumicrotremus phrynoides
  - Eumicrotremus schmidti
  - Eumicrotremus soldatovi
  - Eumicrotremus spinosus
  - Eumicrotremus taranetzi
  - Eumicrotremus tartaricus
  - Eumicrotremus terraenovae
- Genere Lethotremus
  - Lethotremus awae
  - Lethotremus muticus